# Kim Jin-kyu
Kim Jin-kyu (16 de fevereiro de 1985) é um futebolista profissional sul-coreano que atua como defensor.

## Carreira
Kim Jin-kyu representou a Seleção Sul-Coreana de Futebol nas Olimpíadas de 2008.